# Бартым (река)
Бартым — река в России, протекает по Берёзовскому району Пермского края. Устье реки находится в 74 км по левому берегу реки Шаква около одноименной деревни. Длина реки составляет 27 км.
На правом берегу реки Бартым в окрестностях деревни Бартым (Берёзовский район) находятся Бартымские селища, могильник и клады неволинской культуры. У представителя неволинской культуры Bartym3/Bartim16/B из Бартыма (428—591 гг., Phase II) определили Y-хромосомную гаплогруппу R1b-M269 и митохондриальную гаплогруппу U4d2.

## Данные водного реестра
По данным государственного водного реестра России относится к Камскому бассейновому округу, водохозяйственный участок реки — Сылва от истока и до устья, речной подбассейн реки — Кама до Куйбышевского водохранилища (без бассейнов рек Белой и Вятки). Речной бассейн реки — Кама.
Код объекта в государственном водном реестре — 10010100812111100013125.